# Ленгауэр, Герман Герасимович
Герман Герасимович Ленгауэр (25 июня 1905, Елисаветград — 1 октября 1981, Пулково) — советский учёный, астроном, популяризатор астрономии.

## Биография
Родился 29 июня 1905 года в Елисаветграде (Российская империя) в семье агронома.
В средней школе не учился, так как жил с отцом, который часто работал в сельских районах, где школ не было. Поэтому средним образованием овладел самостоятельно. Германа влекло к естествознанию, особенно к астрономии. В 1924 году он переехал в Ленинград для того, чтобы подготовиться к поступлению в университет. Зарабатывал средства для жизни работая разнорабочим, позже он приобрёл квалификацию маляра-художника и модельщика по гипсу.
В 1927 году, выдержав конкурсные экзамены, Г. Г. Ленгауэр поступил в Ленинградский государственный университет на физико-математический факультет. Производственную практику проходил в Пулковской обсерватории. Учился в университете и одновременно работал в Мастерских Главнауки, занимаясь вопросами применения оптических приборов в музейном деле.
Окончив университет в 1931 году по специальности «астрономия», он поступил в Пулковскую обсерваторию на должность младшего научного сотрудника, а в октябре того же года перешёл в аспирантуру по специальности «фотографическая астрометрия» под руководством С. К. Костинского. Во время прохождения аспирантуры опубликовал две работы по фотографической астрометрии. Одновременно под руководством Г. А. Тихова занимался фотографической фотометрией и спектрометрией. Тогда же он побывал в командировке в Симеизском отделении обсерватории, где работал под руководством академика Г. А. Шайна.
В 1935 году в Пулковской обсерватории Ленгауэр защитил кандидатскую диссертацию на тему «Собственные движения звёзд в области галактического звёздного скопления NGC 7243». В 1936 году Герман Герасимович участвовал в Омской экспедиции Пулковской обсерватории по наблюдению полного солнечного затмения в качестве наблюдателя на стандартном коронографе. В 1938 году он был отчислен из докторантуры и самой Пулковской обсерватории за отсутствием вакантных должностей.
В июне 1938 года Ленгауэр поступил на должность старшего научного сотрудника в Лабораторию космической физики естественнонаучного института имени П. Ф. Лесгафта, созданного почётным академиком Н. А. Морозовым. Затем он стал работать в Ленинградском доме занимательной науки (ДЗН) сначала старшим научным сотрудником, а затем — помощником директора по научной части (директором ДЗН тогда был известный популяризатор науки Я. И. Перельман). В это же время Герман Герасимович не прекращал и научно-исследовательскую работу в Лаборатории космической физики.
В 1942 году Ленгауэр был призван в ряды Красной Армии и после прохождения курсов и получения воинского звания служил в частях Ленинградского фронта сначала командиром стрелкового взвода, а потом — преподавателем военной топографии. После демобилизации в конце 1945 года он вернулся в Лабораторию Космической физики Естественнонаучного института имени Лесгафта.
С 1948 года, с переходом этого института в Академию педагогических наук, он работал в должности заведующего астрофизической лабораторией. В 1952 году Ленгауэр организовал при ней кабинет наглядных пособий и демонстрационных приборов по астрономии, многие из которых изготовил сам.
С 1957 года Герман Герасимович вновь работал в Главной астрономической обсерватории АН СССР в Пулкове в должности старшего научного сотрудника в отделе Физики звёзд, которым руководил член-корреспондент АН СССР О. А. Мельников.
В последние годы жизни Герман Герасимович продолжал заниматься конструированием учебных демонстрационных приборов и составлением всякого рода наглядных пособий по астрономии. Участвовал в работе ленинградского планетария и ленинградского отделения Всесоюзного Астрономо-Геодезического общества при АН СССР. Он является автором более 80 научных работ.
Умер 1 октября 1981 года, похоронен на Пулковском мемориальном кладбище.

## Интересный факт
Г. Г. Ленгауэр входил в научно-методическую группу по созданию в СССР «Большого Телескопа Азимутального» с диаметром главного зеркала около 6 метров. В группе было около 10 человек, за эту деятельность Ленгауэр в составе группы был награждён серебряной медалью ВДНХ СССР.

## Награды
- За участие в войне был награждён медалями «За оборону Ленинграда» и «За победу над Германией», а в июне 1951 года — орденом «Знак Почёта».

## Память
В санкт-петербургском филиале архива РАН находится личное дело Ленгауэра Германа Герасимовича.